# Neodictya paupera
Neodictya paupera är en insektsart som först beskrevs av Melichar 1912.  Neodictya paupera ingår i släktet Neodictya och familjen Dictyopharidae. Inga underarter finns listade i Catalogue of Life.